# Sonoforesi
La sonoforesi o fonoforesi è una tecnica che utilizza gli ultrasuoni per agevolare la penetrazione di sostanze attraverso tessuti biologici o membrane cellulari.
La sonoforesi è utilizzata principalmente per migliorare la somministrazione transdermica di farmaci topici, solitamente con l'aiuto di un agente di trasporto o mezzo di accoppiamento. La somministrazione transdermica del farmaco a volte non permea la pelle per raggiungere un'area mirata all'interno del corpo a causa della barriera cutanea che impedisce alle sostanze estranee, specialmente se polari e di massa molecolare superiore ai 500 dalton, di penetrare nel corpo.
La somministrazione transdermica di farmaci rispetta la compliance del paziente, solitamente evita la degradazione del sistema digestivo e ha la capacità di utilizzare farmaci con emivita breve.
La sonoforesi ha anche applicazioni in altri settori, come nella somministrazione di principi attivi all'occhio e al cervello e nella terapia genica.

## Applicazioni

### Penetrazione transdermica
Gli effetti biologici degli ultrasuoni nei tessuti sono mediati da effetti termici e non termici. Il riscaldamento cutaneo indotto dagli ultrasuoni provoca la fluidificazione dei lipidi dello strato corneo, facilitando la permeazione transdermica delle molecole. La cavitazione è il principale effetto non termico degli ultrasuoni e si ritiene che sia il più efficace meccanismo di potenziamento del rilascio transdermico della sonoforesi. Tra le tre diverse vie di penetrazione percutanea, comprese le vie di penetrazione intercellulare, transcellulare e follicolare, sia le vie intercellulari che quelle transcellulari vengono principalmente create e facilitate durante l'esposizione agli ultrasuoni. La sonoforesi può agire in sinergia con vari altri metodi di miglioramento della penetrazione fisica e chimica nel promuovere la somministrazione transdermica di farmaci

### Terapia genica
I ricercatori utilizzano una sorgente di ultrasuoni e un agente di contrasto composto da microbolle ripiene di gas. Con un diametro compreso tra 1e 10 micrometri, le microbolle rimangono confinate nel circolo sanguigno assorbendo e riflettendo gli ultrasuoni in maniera diversa rispetto agli organi e ai tessuti, possono essere infatti usate nell’imaging vascolare e negli studi di perfusione. Quando sono colpite dagli ultrasuoni, le microbolle possono ingrandirsi e contrarsi al variare della pressione idrostatica dovuto all'onda acustica. Quando la tensione di vapore non è più in grado di contrastare i picchi di pressione idrostatica prodotti dall'onda acustica , le bolle collassano su sé stesse, un fenomeno noto come cavitazione. Implodendo le bolle rilasciano una violenta onda d’urto focale che compromette l’integrità dei tessuti organici che sono a contatto con la bolla che implode. Nel caso dei vasi sanguigni si può ottenere l’extravasazione (la migrazione fuori dal torrente circolatorio) delle sostanze. Nel caso delle membrane cellulari questo fenomeno può essere sfruttato per il recapito dei farmaci o dei geni, che avviene sia per via passiva, grazie alla formazione di pori transitori sulla membrana, sia per via attiva, per mezzo dell’endocitosi.

## Storia
La sonoforesi risale agli anni '50 quando venne menzionata per la prima volta in uno studio pubblicato.  Questo rapporto concludeva che un'iniezione di idrocodone ha prodotto risultati migliori per la borsite se combinata con l'applicazione di ultrasuoni.  Successivamente, una serie di pubblicazioni di diversi ricercatori hanno mostrato l'aumento dell'effetto terapeutico quando si combinano gli ultrasuoni con iniezioni di idrocortisone per vari altri stati patologici, dimostrando ulteriormente l'efficacia della sonoforesi.
Tuttavia, mentre alcuni ricercatori hanno fornito prove che gli ultrasuoni hanno avuto un effetto positivo sulla permeazione transdermica dei farmaci, altri, per terapie specifiche, hanno contraddetto queste informazioni pubblicando ricerche che non hanno mostrato alcun effetto quantitativo utilizzando gli ultrasuoni.  I primi studi hanno studiato principalmente la combinazione di terapie con sonoforesi ad alta frequenza (HFS), che può essere classificata in frequenze superiori a 0,7 MHz.  La sonoforesi ad alta frequenza comprende solitamente un intervallo compreso tra 0,7 e 16 MHz.  Gli studi si sono evoluti e l'HFS è stato continuamente studiato per quattro decenni fino a quando non è stata scoperta una maggiore comprensione di un meccanismo d'azione, la cavitazione .  Gli effetti cavitazionali sono inversamente proporzionali alla frequenza degli ultrasuoni applicati, il che ha portato a ulteriori studi sulla sonoforesi a bassa frequenza (LFS) da utilizzare nella somministrazione transdermica di farmaci grazie a studi che mostrano una maggiore efficacia nel migliorare la permeabilità cutanea rispetto all'HFS.  La sonoforesi a bassa frequenza comprende solitamente un intervallo di frequenze compreso tra 20 e 100 kHz.

## Meccanismi d'azione
Gli sonicatori ad ultrasuoni generano onde ultrasoniche, che è un'onda di compressione longitudinale, convertendo l'energia elettrica in energia meccanica mediante deformazione di cristalli piezoelettrici in risposta a un campo elettrico. La frequenza delle onde generate con questo metodo può variare da 20 kHz fino a 3 MHz.  Le onde ultrasoniche generate da questo dispositivo consentono la penetrazione attraverso il tessuto biologico mediante l'oscillazione molecolare del tessuto biologico attraverso cui viaggiano. Attraverso la sonoforesi si osserva un aumento della permeabilità dei tessuti organici, i meccanismi precisi per descrivere la sonoforesi devono ancora essere completamente scoperti. I meccanismi di permeabilizzazione cutanea indotti dalla sonoforesi a bassa frequenza(LFS) e dalla sonoforesi ad alta frequenza (HFS) sono diversi. Sono stati identificati diversi importanti meccanismi che contribuiscono al fenomeno della sonoforesi.

### Vibrazione e trasporto meccanico
Gli ultrasuoni sono un'onda di pressione longitudinale che induce variazioni di pressione sinusoidali a cui conseguono variazioni di densità sinusoidali. A frequenze superiori a 1 MHz le variazioni di densità avvengono così rapidamente che un piccolo nucleo gassoso non può crescere e gli effetti cavitazionali non sono presenti. Ma altri effetti dovuti alle variazioni di densità, come la generazione di stress ciclici a causa dei cambiamenti di densità che alla fine portano alla fatica del mezzo, potrebbero continuare a verificarsi. I doppi strati lipidici, essendo strutture autoassemblate, possono essere facilmente disordinati da questi stress, con conseguente aumento della permeabilità del doppio strato. Questo aumento non è tuttavia significativo e quindi gli effetti meccanici non svolgono un ruolo importante nella sonoforesi terapeutica. Pertanto, il disordine del doppio strato lipidico indotto dalla cavitazione risulta essere la causa più importante del potenziamento ultrasonico del trasporto transdermico.

### Cavitazione
Si ritiene generalmente che la cavitazione sia il meccanismo dominante che guida la sonoforesi a bassa frequenza (LFS). Può essere descritto come la distorsione, espansione e l'implosione delle bolle di gas in un mezzo liquido.  La frequenza delle onde ultrasoniche aiuta a determinare i parametri delle bolle, come dimensione e forma. Esistono due tipi di cavitazione, stabile e transitoria. La cavitazione stabile si verifica quando le bolle di cavitazione persistono per molti cicli di pressione acustica senza collassare. D'altra parte, la cavitazione transitoria è il luogo in cui queste bolle di cavitazione crescono e decadono in modo incontrollabile e rapido nel corso di molti cicli di pressione acustica.  Tuttavia, mentre la cavitazione è considerata il meccanismo principale della sonoforesi, le bolle di gas che contribuiscono alla cavitazione sono generate da un processo chiamato diffusione rettificata.

### Diffusione rettificata
La diffusione rettificata è il processo in cui le bolle di cavitazione subiscono una crescita.  La crescita di queste bolle avviene incontrando un semiciclo di pressione negativa, espandendo il gas all'interno della bolla. Allo stesso modo, la bolla di gas diminuirà drasticamente di dimensione quando incontra l’altra metà positiva del ciclo di pressione.  Esistono ulteriori fattori che manipolano l'oscillazione della dimensione delle bolle, come la temperatura e la composizione delle fasi gassosa e liquida. A seconda della drammatizzazione dell'oscillazione dovuta ai fattori precedentemente menzionati, si verifica una cavitazione stabile o transitoria. Un processo rapido porterà a bolle di cavitazione transitorie, mentre un processo più lento porterà a bolle di cavitazione stabili.

### Effetti termici
Una considerazione importante quando si trasferisce energia a un paziente sarebbe l'energia termica generata dal riscaldamento del tessuto biologico a causa delle perdite di energia derivanti dalle onde ultrasoniche. È stato dimostrato che l’aumento della temperatura può aumentare la permeabilità cutanea attraverso diversi fattori.  Due fattori sono l'aumento dell'energia cinetica e la diffusività dei farmaci, che consentono ai composti di passare attraverso lo strato corneo. Inoltre, i follicoli piliferi e le ghiandole sudoripare sono dilatati, consentendo più punti di ingresso per i composti. La migliore circolazione del sangue derivante dall'aumento della temperatura dovuto ai parametri ecografici consente anche una migliore diffusione dei composti. Sebbene l'intensità e il ciclo di lavoro degli ultrasuoni siano direttamente proporzionali ai corrispondenti effetti termici, sorprendentemente gli effetti termici non sono un meccanismo considerevole per l'HFS negli intervalli da 1 a 2 gradi Celsius.  Tuttavia, una volta osservati cambiamenti di temperatura maggiori, come un eccesso di 10 gradi Celsius, il trasporto permeante aumenta.  Quando si parla di LFS, gli effetti termici sono una considerazione importante dal punto di vista della sicurezza. Gli effetti termici devono essere ridotti al minimo ad ampiezze più elevate, poiché possono verificarsi ustioni e necrosi dei tessuti a causa dell'esposizione a temperature elevate e prolungate.

## Combinazione sinergica con altre tecniche
Mentre la sonoforesi da sola è in grado di aumentare la permeabilità della pelle in base a diversi fattori a seconda della procedura e del farmaco somministrato, una combinazione sinergica di sonoforesi con altri potenziatori, come la ionoforesi e l'elettroporazione, ha mostrato un maggiore miglioramento e una maggiore sicurezza nella riduzione dei singoli parametri del potenziatore.

### Ionoforesi
La ionoforesi è simile alla sonoforesi in quanto è un metodo per la somministrazione transdermica di farmaci, ma lo fa applicando un gradiente di voltaggio attraverso la pelle. La ionoforesi agisce su particelle, molecole o atomi elettricamente carichi favorendo il movimento verso le cariche elettriche opposte.  Poiché tra ionoforesi e sonoforesi sono diversi sia i percorsi di penetrazione, sia la natura elettrochimica delle sostanze, una combinazione di questi due metodi consente un miglioramento nel trasporto transdermico. Ad esempio, nel caso dell'eparina, una combinazione di ionoforesi e sonoforesi ha prodotto un aumento di 56 volte del flusso di eparina rispetto alla singola sonoforesi, con un aumento di 3 volte, e alla ionoforesi, con un aumento di 15 volte.

### Elettroporazione
L'elettroporazione consente alla membrana cellulare di aprirsi dopo l'applicazione di un campo elettrico. Applicando brevi impulsi ad alta tensione allo strato corneo, la struttura lipidica diventerà disorganizzata e consentirà un miglioramento della somministrazione del farmaco.  Attualmente esistono pochissime segnalazioni di una combinazione di queste modalità utilizzate insieme. Tuttavia, in questi rapporti, si menziona che il potenziamento transdermico creato dalla combinazione era maggiore della somma dei singoli potenziatori, suggerendo che l’elettroporazione e la sonoforesi lavorano insieme sinergicamente.

### Microneedling

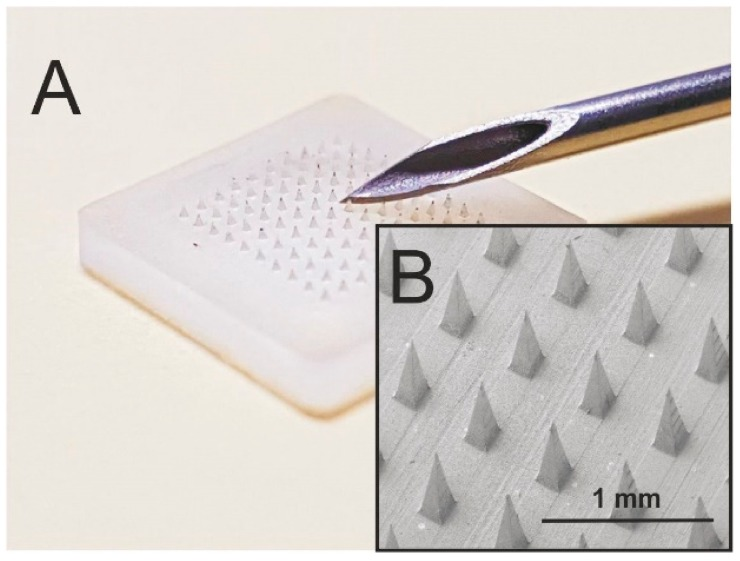
Una matrice di microaghi confrontata con un ago per iniezioni

I microaghi utilizzati nella tecnica conosciuta come "microneedling" sono aghi micrometrici assemblati in matrici, su cerotti o percussori, utilizzati per somministrare vaccini, farmaci e altri agenti terapeutici.  Sebbene i microaghi siano stati inizialmente esplorati per applicazioni di somministrazione transdermica di farmaci, il loro utilizzo è stato esteso per la somministrazione intraoculare, vaginale, transungueale, cardiaca, vascolare, gastrointestinale e intracocleare di farmaci.

## Potenziale futuro e altre applicazioni
Per quanto riguarda la sonoforesi ad alta frequenza (HFS), il potenziale futuro è molto simile al suo utilizzo in passato. Molti dei trattamenti che coinvolgono la HFS sono topici e regionali.  I farmaci comunemente usati in queste applicazioni topiche includono farmaci antinfiammatori come il cortisolo e il desametasone . Tuttavia, c’è stato un notevole spostamento verso l’uso di farmaci antinfiammatori non steroidei (FANS), come l’ibuprofene e il ketoprofene.  I FANS causano comunemente effetti collaterali gastrointestinali come nausea e bruciore di stomaco, che possono essere tutti aggirati somministrando FANS mediante sonoforesi. Grazie alla sua consolidata sicurezza e alla sua capacità di agevolare la penetrazione nello strato corneo, l'HFS rimane un'opzione incredibilmente versatile per la somministrazione topica di farmaci. La sonoforesi a bassa frequenza (LFS), d'altra parte, ha una varietà di applicazioni che possono essere sviluppate in futuro. Poiché la LFS agevola le penetrazione di molecole anche di maggiori dimensioni, potrebbe essere utilizzata anche con farmaci come proteine, nanoparticelle e vaccini.

### Distribuzione oculare
Nella letteratura precedente, è stato dimostrato che la somministrazione oculare dei farmaci può essere ottenuta con elevata efficacia e minima invasione. Con onde ultrasoniche a 20 kHz con un'intensità temporale media di 2 W/cm2 applicate ogni secondo, è stata studiata la permeabilità di farmaci con lipofilia variabile , come atenololo e carteololo , aumentati rispettivamente di 2,6 e 2,8 volte.

### Terapia genica topica
La terapia genica topica è un'altra area di ricerca in combinazione con la sonoforesi. Poiché esiste la necessità di migliorare il trasferimento genico nelle cellule, la sonoforesi ha la capacità di ottenere un tasso di trasfezione più elevato grazie alla cavitazione acustica.  Inoltre, vi è il progresso nell'uso delle microbolle con un agente di contrasto per l'immagine diagnostica del cervello, poiché LFS e la cavitazione consentono la rottura della barriera ematoencefalica .  La terapia genica mediante ultrasuoni e microbolle è allo studio anche per le malattie oculari.  Nelle malattie cardiovascolari, ad esempio, l'efficienza della terapia genica può essere migliorata mediante la distruzione delle microbolle mirata agli ultrasuoni in cui una microbolla caricata con un gene può essere scoppiata per rilasciare il suo contenuto.